# Adriana Nechita
Adriana Nicoleta Nechita (n. 14 noiembrie 1983, Băilești) este o jucătoare română de handbal ce a evoluat pe postul de extremă dreapta pentru echipe precum Oltchim Râmnicu-Vâlcea sau HCM Baia Mare, dar și pentru echipa națională de handbal a României.

## Activitatea sportivă
La începutul carierei sale, Adriana Nechita a fost legitimată la Știința Băilești și la Clubul Sportiv Școlar „U” Craiova. Începând din anul 2000, ea a început să joace la echipa Oltchim Râmnicu Vâlcea, alături de care, în sezonul 2006-2007, a câștigat campionatul României, Cupa României, Cupa Cupelor și Trofeul Campionilor. Adriana Nechita a revenit după o accidentare gravă, care a făcut-o să rateze Campionatul Mondial din 2005 și întreg sezonul din acel an. 
În intervalul 2013-2016, după desființarea Oltchimului, Nechita a evoluat pentru echipa HCM Baia Mare, alături de care a câștigat campionatul național în 2014 și a contribuit la obținerea a trei Cupe și trei Supercupe ale României. Pe plan european handbalista a ajuns alături de echipa băimăreană până în sferturile Ligii Campionilor EHF în 2015 și 2016. De asemenea, Nechita a făcut parte din lotul României care a câștigat medalia de bronz la Campionatul Mondial de Handbal din Danemarca, ce a avut loc la finele anului 2015.
Pentru medalia de bronz obținută cu echipa României la Campionatul European din 2010, Ada Nechita a primit titlul de Maestru Emerit al Sportului.
La începutul anului 2016 își întrerupe cariera sportivă, fiind însărcinată.

## Viața privată
În vara anului 2007, Adriana Nechita (Ada) s-a căsătorit cu vâlceanul Cătălin Olteanu, având-o ca nașă pe Mária Török-Duca, fostă handbalistă a Oltchim-ului, care a avut încredere în Ada și a promovat-o ca titulară la echipa de senioare.
În anul 2009, handbalista a divorțat de fostul ei soț, iar din 2010 a format un cuplu cu fotbalistul Florin Costea. După 3 ani petrecuți împreună cu fotbalistul, cei doi se despart în anul 2013, an în care Ada a început să întrețină o relație cu primarul din Baia Mare, Cătălin Cherecheș, de care se desparte în vara anului 2014.
Ulterior, Ada Nechita s-a retras din activitatea competițională, iar presa a publicat faptul că noul partener al Adei Nechita este Vasile Dan, fiul unui om de afaceri din Certeze. În iunie 2016, handbalista a postat pe contul ei de Facebook fotografii care dovedesc faptul că este însărcinată.

## Palmares

### Club
- Liga Națională:
  -  Câștigătoare: 2002, 2007, 2008, 2009, 2010, 2011, 2012, 2013, 2014
  - Finalistă: 2015, 2016

- Cupa României:
  -  Câștigătoare: 2002, 2007, 2011, 2014, 2015
  - Finalistă: 2004

- Supercupa României:
  -  Câștigătoare: 2007, 2011, 2014, 2015

- Liga Campionilor EHF:
  - Finalistă: 2010
  - Semifinalistă: 2009, 2012, 2013
  - Sfert-finalistă: 2015

- Trofeul Campionilor EHF:
  -  Câștigătoare: 2007

- Cupa Cupelor EHF:
  -  Câștigătoare: 2007
  - Finalistă: 2002

### Echipa națională
- Campionatul Mondial:
  -  Medalie de bronz: 2015

- Campionatul European:
  -  Medalie de bronz: 2010